# Finale Europacup I 1959
De finale van de Europacup I van het seizoen 1958/59 werd gehouden op 3 juni 1959 in het Neckarstadion in Stuttgart. De wedstrijd was een heruitgave van de finale van 1955/56. Stade de Reims nam het opnieuw op tegen Real Madrid. De Spanjaarden wonnen met 2-0 dankzij een vroeg doelpunt in zowel de eerste als de tweede helft.

## Wedstrijd
|             |                          |       |                |                                                                                             |
| 3 juni 1959 | Real Madrid              | 2 – 0 | Stade de Reims | Neckarstadion, Stuttgart Toeschouwers: 72.000 Scheidsrechter: Albert Dusch (West-Duitsland) |
| 3 juni 1959 | Mateos 1' Di Stéfano 47' |       |                | Neckarstadion, Stuttgart Toeschouwers: 72.000 Scheidsrechter: Albert Dusch (West-Duitsland) |

| Real Madrid | Stade Reims |

| Real Madrid:   |    |                    |
|                |    |                    |
| GK             | 1  | Rogelio Domínguez  |
| DF             | 2  | Marquitos          |
| DF             | 3  | José Santamaría    |
| DF             | 4  | José María Zárraga |
| MF             | 5  | Juan Santisteban   |
| MF             | 6  | Antonio Ruiz       |
| FW             | 7  | Raymond Kopa       |
| FW             | 8  | Enrique Mateos     |
| FW             | 9  | Alfredo Di Stéfano |
| FW             | 10 | Héctor Rial        |
| FW             | 11 | Francisco Gento    |
| Coach:         |    |                    |
| Luis Carniglia |    |                    |

| Stade de Reims: |    |                   |
|                 |    |                   |
| GK              | 1  | Dominique Colonna |
| DF              | 2  | Bruno Rodzik      |
| DF              | 3  | Robert Jonquet    |
| DF              | 4  | Raoul Giraudo     |
| MF              | 5  | Armand Penverne   |
| MF              | 6  | Michel Leblond    |
| FW              | 7  | Robert Lamartine  |
| FW              | 8  | René Bliard       |
| FW              | 9  | Just Fontaine     |
| FW              | 10 | Roger Piantoni    |
| FW              | 11 | Jean Vincent      |
| Coach:          |    |                   |
| Albert Batteux  |    |                   |